# 宇多津臨海公園

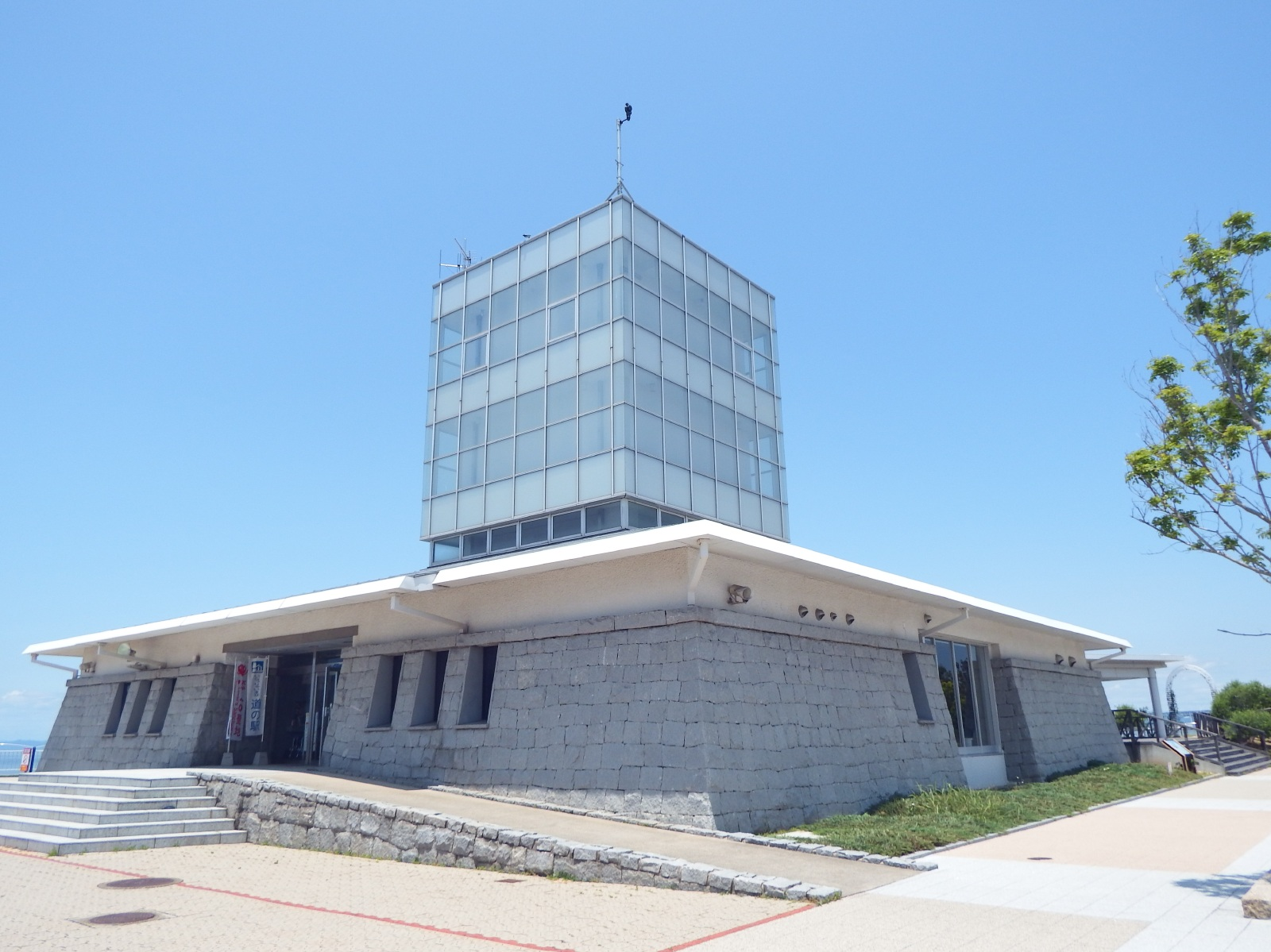
うたづ海ホタル

宇多津臨海公園（うたづりんかいこうえん）は、香川県の宇多津町に所在する都市公園（総合公園）である。
1997年4月第14回道の駅に登録され「道の駅恋人の聖地 うたづ臨海公園」となり、2006年6月にはみなとオアシスにも登録され「みなとオアシスうたづウミホタル」も併設する。

## 概要
宇多津臨海公園は、宇多津町内塩田跡地の開発地域である新宇多津都市の土地利用計画で公園事業として盛り込まれた8つの公園（総面積は約8.4ha）のうちのひとつで、計画時の新都市内計画人口8700人に換算して一人当たり約10平方メートルという高い水準をクリアしようという計画のもと着工された。臨海公園の計画面積は約3.6haで、8つのうち最大であった。
公園敷地内には、産業資料館「うたづ海ホタル」がありかつての宇多津町の基幹産業であった塩業についての動画を含む展示がされている。また敷地内に復元塩田を設置し塩業体験などを実施している。
さらに2006年（平成18年）には、恋の成就を願うカップル達が「誓いの鍵」をフェンスに掛ける公園内に設置されたフェンスを兼ねたベンチを設置し、宇多津町内の聖通寺山にある施設とともに「恋人の聖地」として認定されている。臨海公園内にあるトイレは、デザイナーの松浦仁郎によって手がけられ、2010年(平成22年）にGOOD DESIGN AWARDのグッドデザイン賞を受賞した。
また、地域未来投資促進法に基づく香川県の同意基本計画（2022年（令和4年）4月1日時点）によれば、宇多津町が瀬戸大橋の四国側玄関口に位置づくことから内外からアクセスしやすい充実した交通インフラをもつ立地でかつ近隣地域に大型商業施設や四国水族館をはじめとする観光施設もあり、瀬戸内海に面する臨海公園は観光施設としての役割が期待されている。

## 歴史
宇多津臨海公園の敷地は、塩田であった。宇多津町がある地域では、江戸時代の塩田築造から始まり明治時代には次々と新しい塩田が拓かれ、宇多津は塩の町として日本一の生産量を誇っていたが、国策として塩業整備法が1971年（昭和46年）に施行され1972年（昭和47年）に塩業は廃止し、約230年に及ぶ塩田の歴史に幕を閉じた。しかし、約186ヘクタールに及ぶ広大な塩田跡地が国家プロジェクトである瀬戸大橋近隣の要衝地として候補地に挙がったことにより、宇多津の新都市開発の機運が熟し再度塩田跡地の開発による発展が期待された。前述した広大な塩田跡地を埋立、中讃の中核都市への発展を目指し、都市開発が開始された。1977年（昭和53年）12月17日の土地開発事業認可以来、約230億円と約14年の歳月をかけ新宇多津都市開発整備事業は、1991年（平成3年）1月19日に竣工式を迎え、四国の表玄関口となっていった。また宇多津臨海公園は、宇多津新都市の北部沿岸部分に位置づき、瀬戸内海国立公園に面した交流と観光を担う都市公園として整備されていった。

## 沿革
- 1972年（昭和47年）宇多津の塩田・製造工場が全面的に塩業を廃止
- 1974年（昭和49年）宇多津小学校が竣工
- 1977年（昭和52年）宇多津塩田土地区画整理事業計画が認可
- 1978年（昭和53年）瀬戸大橋起工式開催
- 1979年（昭和54年）地域振興整備公団事務所が開設　12月
- 1981年（昭和56年）総合庁舎・町民コミュニティー会館が竣工
- 1981年（昭和56年）新宇多津都市開発整備事業起工式（埋立工事、公共下水道事業、道路工事、公園、鉄道工事）
- 1987年（昭和62年）四国縦貫自動車道開通・善通寺ー川之江間の開通（昭和62年12月）・高松ー善通寺間の開通（平成4年4月）
- 1988年（昭和63年）11月　町制施行90周年記念事業の一環として「宇多津町産業資料館うたづ海ホタル」と全国で唯一となる「復元塩田」を導入し、入浜式塩田の作業が体験できるユニークな観光スポットでもある[9]
- 1988年（昭和63年）3月ゴールドタワー完成し同年4月10日瀬戸大橋が開通、10月宇多津産業資料館・入浜式復元塩田開館
- 1989年（昭和64年/平成元年）宇多津ビブレ開業オープン
- 1991年（平成3年）宇多津北小学校開校
- 1997年（平成9年）町保健センター宇多津　完成
- 1998年（平成10年）町制施行100周年を迎える
- 2009年（平成21年）うたづ海ホタルオープン
- 2014年（平成26年）宇多津ビブレ閉業
- 2015年（平成27年）イオンタウン宇多津開業
- 2020年（令和2年）四国水族館開業

## 復元塩田

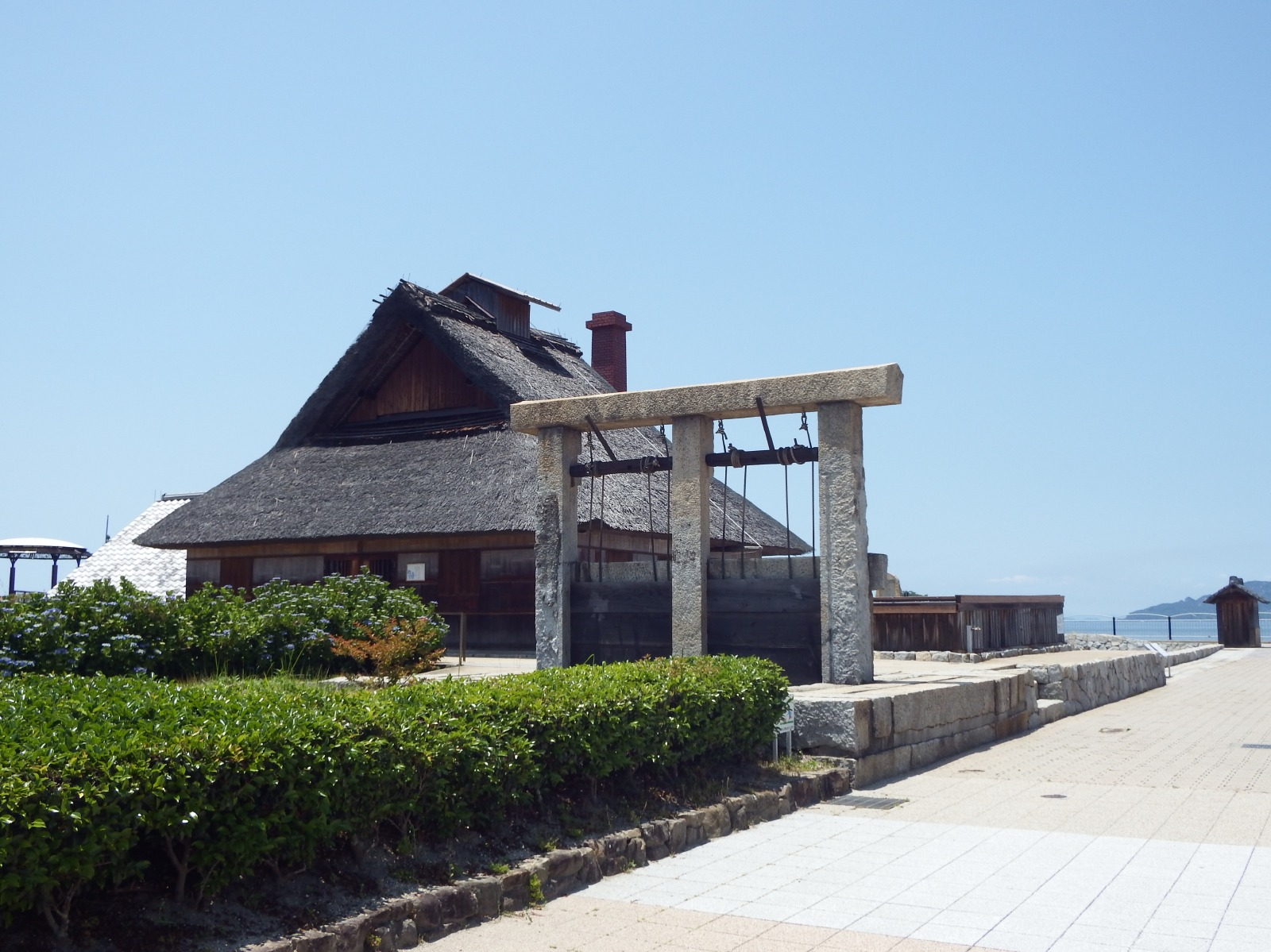
釜屋

宇多津臨海公園の敷地内には、入浜式の復元塩田が設置されている。町民や観光客を対象にかつての塩づくり体験学習が行える施設として設置された。塩田の広さは900㎡で、塩分が付いた砂をろ過する「沼井（ぬい）」が4カ所設置されている。また塩田に隣接して、入浜式の塩づくり過程で生成されるかん水を保管しておく「かん水壺」と呼ばれる建屋や、かん水を煮詰めることで塩の結晶化を行う平釜が設置された「釜屋（かまや）」、塩田水門が隣接して復元されている。
讃岐地方の塩田は、江戸期に入ってから整備されたことから、宇多津の塩田も入浜式が採用され明治期以降本格的に稼働し、昭和30年代まで継続されていた。このことから、入浜式塩田は、宇多津町における塩業を象徴する塩田といえる。我が国の塩田の種類は、大別すると、揚浜式塩田、入浜式塩田、流下式塩田の三つとされている。揚浜式塩田は、海藻の代わりに砂浜を利用していた。しかし、潮の干満に左右されやすいという弱点があるため、江戸時代には干満差の少ない入浜式の需要が高まった。
入浜式塩田は、揚浜式塩田と比較すると大量生産が可能であり、そこで作られた瀬戸内海沿岸の入浜式塩田の代表的な塩の産地十カ所「十州塩」は品質が高いと評価され全国の80％を占めた。そのうえ、気象条件がよく干満の差が大きいうえに、細砂が入手しやすい瀬戸内区が中心だった。流下式塩田は、これまでの作り方とは異なり、「砂を動かす」から「水を動かす」方法に変化した。流下盤と枝条架（砂を運ぶこともなく、労働力を大幅に軽減できる）の組み合わせで、水分を蒸発させる方式である。また、風力を利用するので、曇りの日や冬でも生産ができる。
宇多津町を含む瀬戸内地域の塩田は、昭和30年前後から流加式塩田に転換するものの、イオン交換膜法と呼ばれるイオン交換膜と電気エネルギーを用いた独自の製法が確立し、対外輸入や製造コストなどから、1971年（昭和46年）4月臨時塩業近代化措置法の制定に基づく「第四次塩業整備事業」により、すべて廃止することとなった。
なお、宇多津臨海公園内の復元塩田敷地内にある水門、旧仲桝塩田水門（きゅうなかますえんでんすいもん）が移築復元されており、干潮時に入浜式塩田に必要な海水内の不要な海水の排水用に作られた水門である。2009年（平成21年）1月に登録有形文化財（建造物）に登録されている。
宇多津町のかつての基幹産業であった塩業の資料・施設として、復元塩田では、ポンプで海水をくみ上げる以外は稼働していた当時を忠実に再現しており、現在でも少量ではあるが定期的に塩の生産を行っている。

## 敷地内施設
- 駐車場
- トイレ
- 産業資料館うたづ海ホタル
- 恋人の聖地　モニュメント
- 展望デッキ
- 復元塩田・釜屋
- 遊具広場
- 芝生広場
- 海と空のカフェ
- 四国水族館

## 周辺

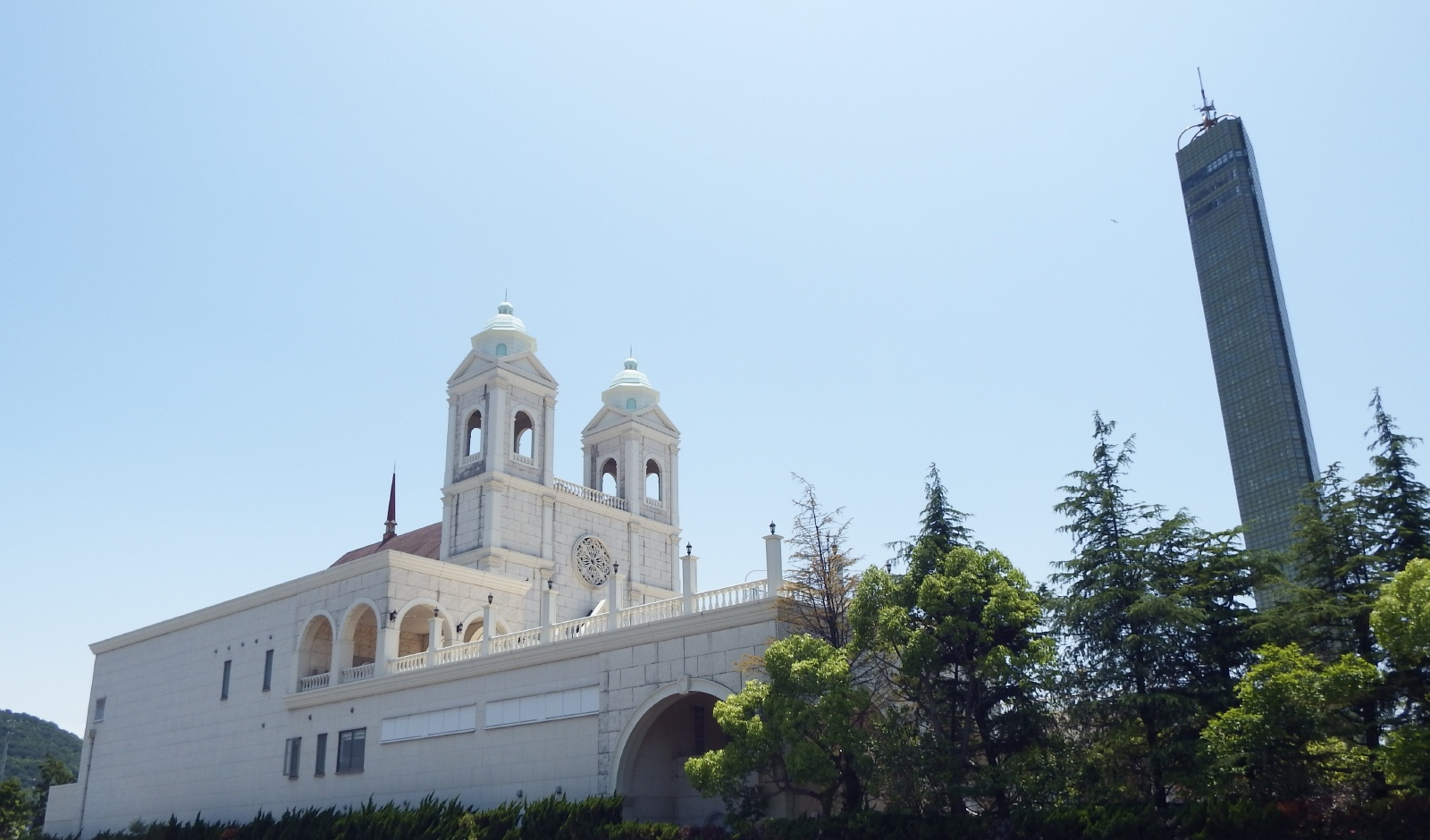
シェルエメールとゴールドタワー

- シェルエメール＆アイスタイル：恋人の聖地サテライト
- ゴールドタワー
- 郷照寺
- 宇夫階神社